# Legetetia
Legetetia — вимерлий рід котовидих ссавців. Скам'янілості знайдено в таких країнах: Кенія. Описано такі види: Legetetia nandii.